# Đăng Hưng Phước
Đăng Hưng Phước là một xã thuộc huyện Chợ Gạo, tỉnh Tiền Giang, Việt Nam.

## Địa lý
Xã Đăng Hưng Phước có diện tích 14,77 km², dân số năm 2013 là 11.151 người, mật độ dân số đạt 755 người/km².